# George Litto
George Litto es un productor de películas y agente de talentos estadounidense.  Sus créditos de producción incluyen la película de Robert Altman Thieves Like Us (1974), la película de culto de Jonathan Kaplan Over the Edge (1979), y tres thrillers de Brian De Palma Fascinación (1976), Dressed to Kill (1980) y Blow out (1981).